# Heinrich Nauen

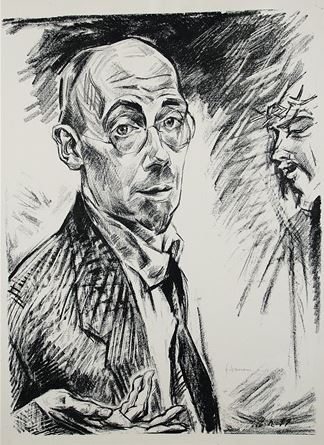
Selbstporträt, 1919

Heinrich Nauen (* 1. Juni 1880 in Krefeld; † 26. November 1940 in Kalkar) war ein deutscher Maler. Er gilt als einer der bedeutendsten Vertreter des „Rheinischen Expressionismus“. Sein reiches Werk umfasst Gemälde, Aquarelle, Zeichnungen und druckgraphische Werke sowie monumentale Wandgemälde, Mosaike und kunsthandwerkliche Arbeiten.

## Leben

### Herkunft und Ausbildung
Heinrich Nauen entstammte einer Krefelder Bäckerfamilie. Seine Eltern waren Heinrich Franz Nauen und Adelgunde Louise geb. Mooren. Schon früh entwickelte er den Wunsch, Maler zu werden.
1896 begann er bei dem historistischen Kirchen- und Dekorationsmaler Wilhelm Pastern (1872–1954) in Krefeld seine künstlerische Ausbildung. 1898 nahm ihn die Kunstakademie Düsseldorf auf. Nach dem vorübergehenden Besuch der privaten Kunstschule von Heinrich Knirr in München (1899) setzte er sein Studium an der Königlichen Akademie der bildenden Künste Stuttgart (1900–1902) fort. In Stuttgart wurde er Meisterschüler von Leopold von Kalckreuth. In dieser Zeit lernte er Marie von Malachowski kennen, die auch bei Kalckreuth studierte. 1902 heirateten sie.

### Jahre in Belgien und Berlin
Danach schloss sich Nauen zunächst dem Künstlerkreis um den Bildhauer George Minne in dem flämischen Dörfchen Sint-Martens-Latem bei Gent an. Dessen Milieu, das vom Symbolismus geprägt war und aus dem die Latemse School hervorging, gab ihm bedeutende künstlerische Impulse.
Im April 1905 reiste er mit seiner Ehefrau nach Paris. Während ihres mehrmonatigen Aufenthalts studierten sie an der Académie Julian. Sie begegneten dort der Malerei des Impressionismus und erlebten das Aufkommen des Fauvismus. Für Nauen begann eine intensive Auseinandersetzung mit der Malerei Vincent van Goghs.

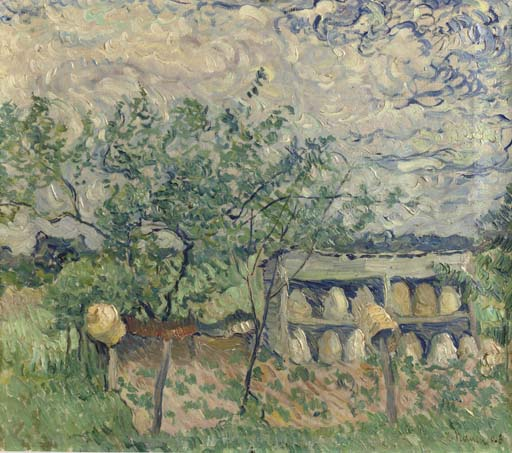
Bienenstöcke im Garten, 1906

Anfang 1906 siedelte Nauen nach Berlin über. Er trat der Berliner Secession bei und wurde in den Vorstand des Deutschen Künstlerbundes gewählt, befreundete sich mit Emil Nolde und diskutierte mit Max Beckmann die Gründung einer neuen Sezession. Der ersehnte künstlerische Durchbruch blieb ihm in Berlin indes versagt.
Anders war dies im Rheinland. Nauen, der seiner niederrheinischen Heimat stets eng verbunden war, hielt sich meist im Frühjahr und Sommer einige Wochen oder Monate am Niederrhein oder in Visé an der Maas zum Malen auf. In Orbroich bei Krefeld unterhielt er ein kleines Atelier, genannt „Der Düwel“. Befreundet war er mit Helmuth Macke und Wilhelm Wieger. 1909 nahm er hier die Arbeit an seinem großformatigen Gemälde Die Ernte auf, das 1910 in Paris ausgestellt wurde und Nauen einen anerkennenden Brief von Henri Matisse einbrachte.

### Rückkehr an den Niederrhein nach Brüggen
1911 verließ Nauen Berlin und kehrte endgültig an den Niederrhein zurück. In der Nähe von Brüggen, wohin er familiäre Bindungen hatte, bezog er einen Flügel des Schlosses Dilborn. Der Garten von Dilborn und die Umgebung boten Nauen Motive für farbenfrohe Bilder.
Rege Kontakte entwickelten sich zu Künstlern, Kunsthistorikern und Sammlern im Rheinland. Zu den Besuchern Nauens in Schloss Dilborn gehörten u. a. Heinrich Campendonk, Erich Heckel, Franz Marc, Helmuth Macke, August Macke und der Sammler Julius Talbot Keller. Freund und Förderer Nauens war Walter Kaesbach, später von 1924 bis 1933 Direktor der Düsseldorfer Kunstakademie, der zahlreiche Arbeiten von ihm erwarb.
Eine lang ersehnte weitere Reise nach Paris ermöglichte Nauen neben dem Besuch bedeutender Sammlungen die Begegnung mit Werken von Henri Matisse und kubistischen Arbeiten.

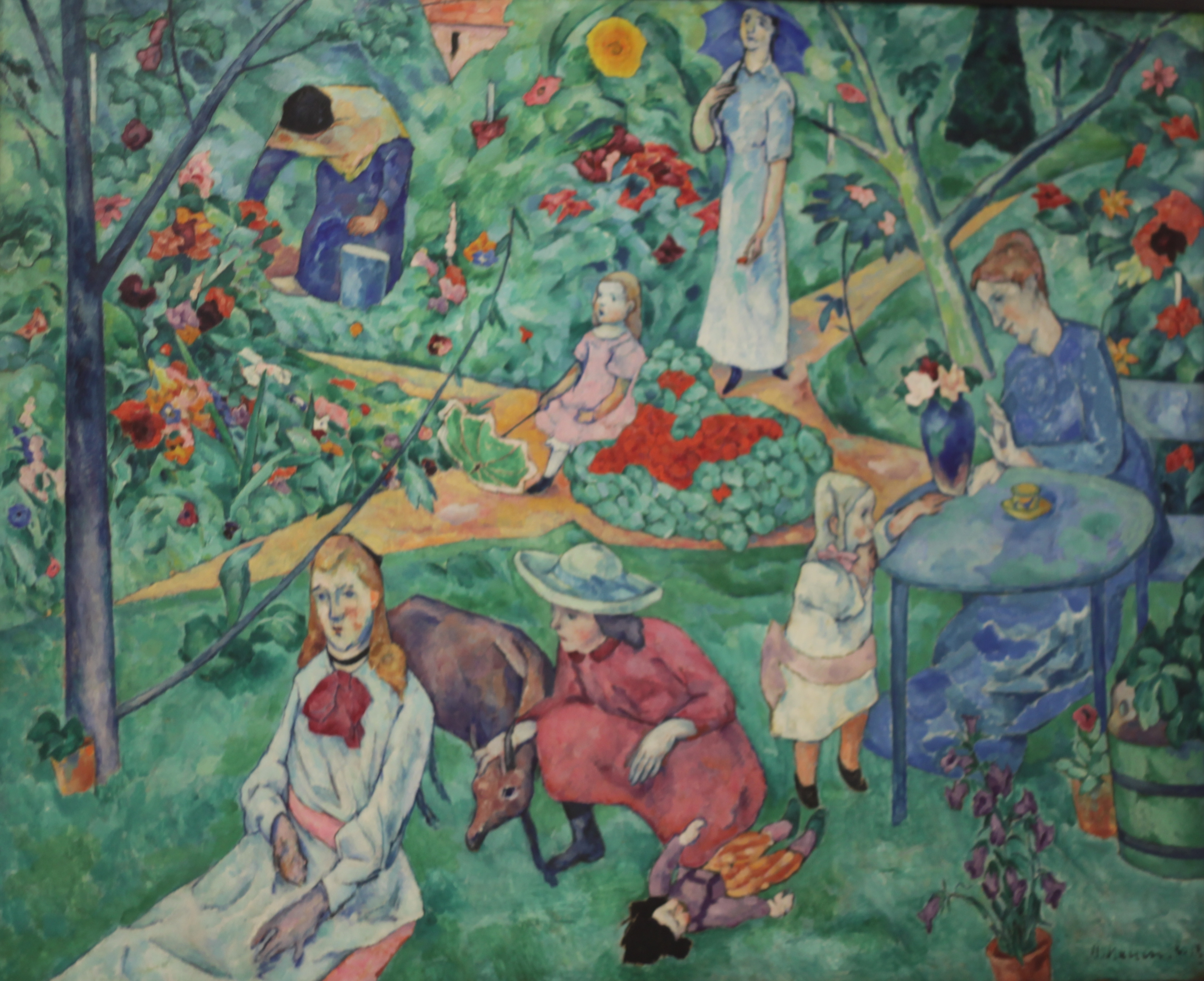
Gartenbild, 1913

1912 beteiligte sich Heinrich Nauen in Köln an der legendären Sonderbundausstellung, 1913 an der von August Macke initiierten Ausstellung „Die Rheinischen Expressionisten“ in der Buchhandlung Cohen in Bonn. 1914 war er in der Stuttgarter Ausstellung des Verbandes der Kunstfreunde in den Ländern am Rhein in Adolf Hölzels sog. „Expressionisten-Saal“ mit einem Bildnis des Malers Macke betitelten Ölgemälde vertreten.
Seine erste Einzelausstellung richtete ihm der führende Avantgarde-Kunsthändler Alfred Flechtheim 1914 in seiner Düsseldorfer Galerie aus. Dort wurde Nauens monumentaler Gemäldezyklus für die Burg Drove bei Düren präsentiert. Den Auftrag dazu hatte Nauen 1912 vom Aachener Kunsthistoriker Edwin Suermondt erhalten. Zwei Jahre war der Künstler mit der Ausführung sechs großformatiger Leinwände beschäftigt, die als sein expressionistisches Hauptwerk gelten.
Als Einleitung des Katalogs der Flechtheim-Ausstellung erschien ein Brief, den Walter Kaesbach am Silvestertag 1913 an Heinrich Nauen schrieb:

„Lieber Freund. Die Bilder für Burg Drove vollendet? Das ist eine frohe Neujahrs-Kunde. Ich denke zurück an die lange, lange Zeit des Werdens und Erstarkens dieser sechs Geschwister, die ich mit aus der Taufe heben durfte, die dann an Ihnen den allerstrengsten Erzieher hatten. Wie oft wurden Entwürfe, im Kleinen und Großen, geändert und umgemodelt; wie viele Einzelstudien sind entstanden; nie sah ich so viele Hände, gezeichnete, getuschte, gemalte, wie bei meinem letzten Besuche in Dilborn!“

Die Bilder des „Drove-Zyklus“ befinden sich heute im Kaiser-Wilhelm-Museum in Krefeld.
Mit Ausbruch des Ersten Weltkrieges fand diese glückliche Entwicklung ihr vorläufiges Ende. Nauen wurde als Soldat einberufen und nach einer Gasvergiftung schließlich als „Kriegsmaler“ eingesetzt. 1917 erhielt Nauen, als ehemaliger Unteroffizier in einem Rheinischen Artillerieregiment das Eiserne Kreuz.
Nach Kriegsende 1918 gehörte Nauen zu den Mitbegründern der Künstlergruppe „Das Junge Rheinland“.

### Professur an der Düsseldorfer Kunstakademie

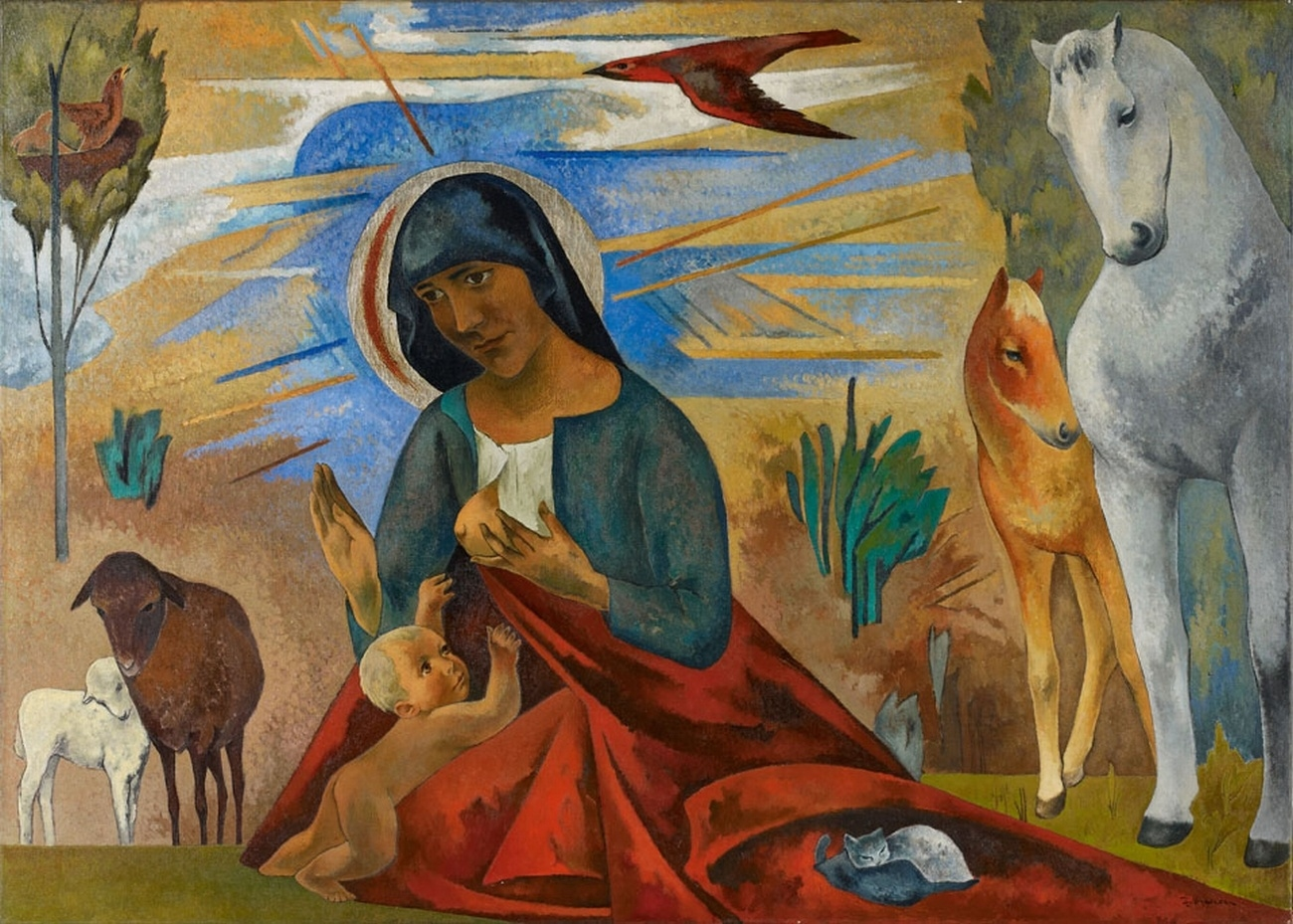
Madonna mit den Tieren, um 1931

1921 erhielt er eine Professur für Malerei an der Düsseldorfer Kunstakademie, an der er unter anderem neben Heinrich Campendonk, Paul Klee und Otto Dix lehrte und arbeitete. Zu seinen Schülern zählten unter anderem Hermann Hundt, Julo Levin, Franz Monjau, Jean Paul Schmitz, Hannes Schultze-Froitzheim und Ernst Walsken. Der NS-Staat drängte ihn aus dem Lehramt. 1937 wurde er gezwungen, sich in den Ruhestand versetzen zu lassen.
Im selben Jahr wurde in der NS-Aktion „Entartete Kunst“ eine große Anzahl von Arbeiten Nauens aus Museen und öffentlichen Sammlungen beschlagnahmt. Ein Teil davon wurde zerstört, andere gingen zur „Verwertung“ auf dem Kunstmarkt an die Kunsthändler Bernhard A. Böhmer, Karl Buchholz und Hildebrand Gurlitt. Einige konnten nach 1945 sichergestellt werden. Bei anderen ist der Verbleib ungeklärt.

### Letzte Jahre in Kalkar
1938 übersiedelte er mit seiner Frau nach Kalkar an den linken unteren Niederrhein. Krankheit schwächte seine Schaffenskraft in den ihm verbleibenden zwei Jahren. Heinrich Nauen starb in Kalkar an Magenkrebs und wurde ebenda begraben. Sein Grabmal führte Joseph Beuys nach einem Entwurf von Ewald Mataré aus.

## Ausgewählte Werke

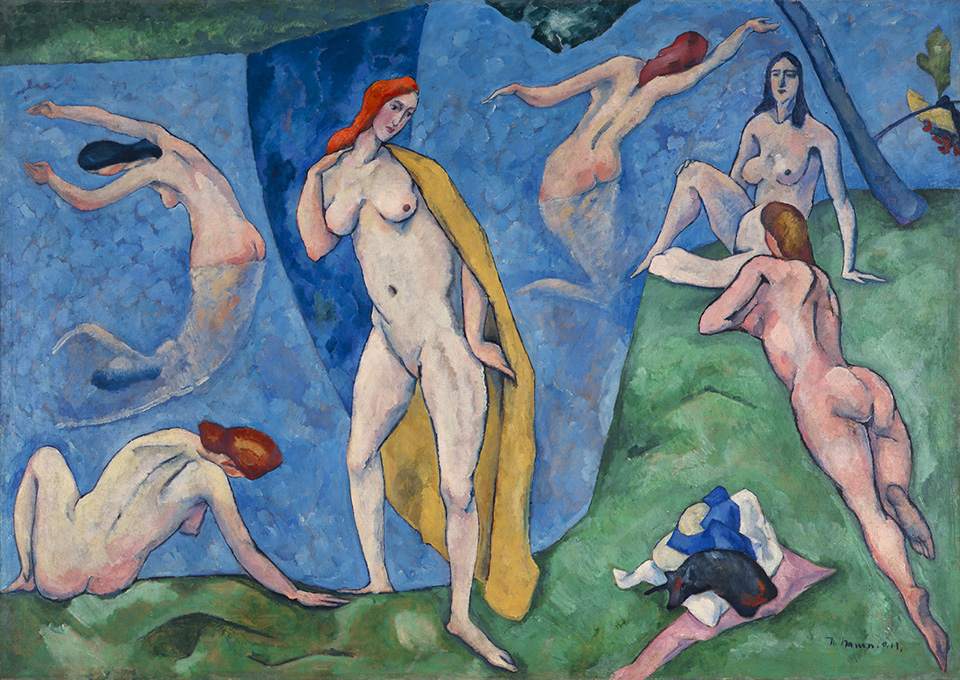
Badende Frauen aus dem Drove-Zyklus

- 1908: Grabender Bauer, Öl auf Leinwand, 70 × 60 cm, Galerie Ludorff, Düsseldorf
- 1909: Selbstbildnis, Kunstmuseen Krefeld, Krefeld
- 1911: Herbstwald, Kunstmuseum Bonn, Bonn
- 1912: Tulpen, Städtisches Museum Abteiberg, Mönchengladbach
- 1912/1913: Amazonenschlacht (Wandbild aus dem Zyklus für die Burg Drove), Kunstmuseen Krefeld, Krefeld
- 1912/1913: Badende Frauen (Wandbild aus dem Zyklus für die Burg Drove), Kunstmuseen Krefeld, Krefeld
- 1912/1913: Im Garten (Wandbild aus dem Zyklus für die Burg Drove), Kunstmuseen Krefeld, Krefeld
- 1912/1913: Besuch (Wandbild aus dem Zyklus für die Burg Drove), Kunstmuseen Krefeld, Krefeld
- 1912/1913: Beweinung Christi (Wandbild aus dem Zyklus für die Burg Drove), Kunstmuseen Krefeld, Krefeld
- 1912/1913: Ernte, (Wandbild aus dem Zyklus für die Burg Drove), Kunstmuseen Krefeld, Krefeld
- 1913: Gartenbild, Städtisches Museum Abteiberg, Mönchengladbach
- 1913: Früchtestillleben in Blau, Städtisches Museum Abteiberg, Mönchengladbach
- 1914: Der barmherzige Samariter, Wallraf-Richartz-Museum & Fondation Corboud, Köln
- 1919: Bildnis Christian Rohlfs, Karl Ernst Osthaus-Museum, Hagen
- 1915: Park von Dilborn, Clemens-Sels-Museum, Neuss
- 1923: Bildnis von Else Sohn-Rethel, aus der Städtische Kunstsammlungen zu Düsseldorf 1937 beschlagnahmt, verschollen.[8]
- 1925: Bildnis von Alfred Flechtheim, aus der Städtische Kunstsammlungen zu Düsseldorf 1937 beschlagnahmt.[9]
- 1925: Sonnenblumen im Steinkrug, Museum Kunstpalast, Düsseldorf
- 1925–1926: Mosaiken in den Tortempeln von Ehrenhof und Planetarium der GeSoLei, Tonhalle Düsseldorf
- 1938: Hochwasser am Niederrhein, Städtisches Museum Kalkar, Kalkar

## Belege
1. ↑   kuenstlerbund.de: Ordentliche Mitglieder des Deutschen Künstlerbundes seit der Gründung 1903 / Nauen, Heinrich (Memento des Originals vom 4. März 2016 im Internet Archive)  Info: Der Archivlink wurde automatisch eingesetzt und noch nicht geprüft. Bitte prüfe Original- und Archivlink gemäß Anleitung und entferne dann diesen Hinweis. (abgerufen am 20. November 2015)
2. ↑   Der Düvel in Hinterorbroich (Memento des Originals vom 19. Mai 2016 im Internet Archive)  Info: Der Archivlink wurde automatisch eingesetzt und noch nicht geprüft. Bitte prüfe Original- und Archivlink gemäß Anleitung und entferne dann diesen Hinweis., orbroich-aktuell.de
3. ↑  Denise Steger: Die Rheinischen Expressionisten Portal Rheinische Geschichte (LVR)
4. ↑  Ausstellungskatalog Kunst-Ausstellung Stuttgart 1914, Kgl. Kunstgebäude, Schloßplatz, Mai bis Oktober. Hrsg. vom Verband der Kunstfreunde in den Ländern am Rhein, Stuttgart 1914, S. 48, Kat.–Nr. 420.
5. ↑  Kunstchronik: Wochenschrift für Kunst und Kunstgewerbe, Nr. 20, 9. Februar 1917, S. 195
6. ↑  Datenbank zum Beschlagnahmeinventar der Aktion "Entartete Kunst", Forschungsstelle "Entartete Kunst", FU Berlin
7. ↑  Stale Session. Abgerufen am 29. Juni 2023.
8. ↑  Bildnis von Frau Sohn-Rethel, Heinrich Nauen, um 1923, auf alfredflechtheim.com, abgerufen am 7. Juni 2017
9. ↑  Die Städtische Kunstsammlung hatte das Bildnis Flechtheims in 1924 zu 800,00 Mark gekauft. Das Bild wurde im Juli 1937 von Düsseldorf nach München zur Ausstellung „Entartete Kunst“ gesandt.

| Personendaten    | Personendaten                       |
| ---------------- | ----------------------------------- |
| NAME             | Nauen, Heinrich                     |
| KURZBESCHREIBUNG | deutscher Maler des Expressionismus |
| GEBURTSDATUM     | 1. Juni 1880                        |
| GEBURTSORT       | Krefeld                             |
| STERBEDATUM      | 26. November 1940                   |
| STERBEORT        | Kalkar                              |